# Gengszter (film, 1997)
A Gengszter (eredeti cím: Hoodlum) 1997-ben bemutatott amerikai bűnügyi film, Bill Duke rendezésében. A film zenéjét Elmer Bernstein szerezte, a főszerepekben Tim Roth és Laurence Fishburne, a mellékszerepekben pedig Andy García, Vanessa L. Williams és Queen Latifah látható. A filmet a United Artists gyártotta, és az MGM-el közösen hozták forgalomba.

## Cselekmény
Amerikában, az 1930-as években sokan megnyomorodtak a kedvezőtlen gazdasági körülmények miatt, így volt ez Harlemben is. Az emberek éheztek, sokan elvesztették a munkájukat és az utcára kerültek. A lakosság ezért bízni kezdett a szerencsejátékban, és az utolsó pénzüket is abba fektették. 
A szerencsejáték nagy üzlet volt az alvilág számára, a legnagyobb hatalommal bíró gengszterek gyorsan meggazdagodtak. Harlemben pedig ez kimondottan igaz volt, mert ott élt a legtöbb szegény ember. Az ottani birodalom vezetője a Királynő volt, aki már hosszú ideje ült a trónon, és ez nem tetszett Dutch Schultz-nak, ezért minden erejével azon dolgozott, hogy átvegye a hatalmat a Királynőtől. Sikerült is elintéznie, hogy a Királynő börtönbe vonuljon, de a hatalomátvétel nem sikerült, mert a Királynő helyére kinevezett Bumpy Johnson ezt meggátolta. Kettejük között eddig sosem látott harc kezdődött, amelyben nagyon sok ember vesztette az életét. Lucky Luciano próbált köztük rendet tenni, mert az ő érdekeit sértette a kettejük között zajló háború. Próbált megegyezni mindkét féllel, de Dutch Schultz hajthatatlannak bizonyult, ezért Lucky lepaktált Bumpy Johnson-al.

## Szereplők
| Színész               | Szerep                              | Magyar hang         |
| --------------------- | ----------------------------------- | ------------------- |
| Laurence Fishburne    | Ellsworth 'Bumpy' Johnson           | Gáti Oszkár         |
| Tim Roth              | Arthur Flegenheimer / Dutch Schultz | Kálloy Molnár Péter |
| Vanessa L. Williams   | Francine Hughes                     | Incze Ildikó        |
| Andy García           | Charles 'Lucky' Luciano             | Csankó Zoltán       |
| Cicely Tyson          | Stephanie 'Madam Queen' St. Clair   | Felföldi Anikó      |
| Chi McBride           | Illinois Gordon                     | Csuja Imre          |
| Clarence Williams III | Bub Hewlett                         | Kristóf Tibor       |
| Richard Bradford      | Foley százados                      | Tolnai Miklós       |
| William Atherton      | Thomas E. Dewey                     | Sörös Sándor        |
| Loretta Devine        | Pigfoot Marie                       | Andresz Kati        |
| Queen Latifah         | Sulie                               | Tallós Rita         |
| Ed O’Ross             | Bernard 'Lulu' Rosenkrantz          | Bognár Tamás        |